# Bridgnorth
Bridgnorth är en ort och civil parish i kommunen Shropshire i Storbritannien. Den ligger i grevskapet Shropshire och riksdelen England, i den södra delen av landet, 190 km nordväst om huvudstaden London. Bridgnorth ligger 74 meter över havet och antalet invånare är 12 156.